# Brewster F2A Buffalo

Brewster F2A Buffalo— серійний американський винищувач часів Другої світової війни.

## Історія створення
У 1936 році ВМС США розробило технічні вимоги на новий швидкісний палубний винищувач-моноплан, який мав би замінити застарілий біплан Grumman F3F. Технічні вимоги обумовлювали схему моноплана, шасі, що складалось, закрилки, гальмівний гак та закриту кабіну.
У конкурсі взяли участь фірми Grumman (літак XF4F-1), Brewster (літак XF2A-1) та Seversky (літак XFN-1).
Фірма Brewster спроектувала суцільнометалевий середньоплан (лише рульові поверхні були обтягнуті полотном), оснащений двигуном Wright XP-1820-20 потужністю 950 к.с. з трилопасним гвинтом. Озброєння складалось з 7,62-мм та 12,7-мм кулеметів, з можливістю встановлення ще двох 12,7-мм кулеметів.
Прототип XF2A-1 вперше піднявся у повітря 2 грудня 1937 року. Випробування показали, що навіть в полегшеному варіанті без озброєння літак не розвиває необхідну швидкість 444 км/г. Командування ВПС флоту заявило, що якщо параметри літака не будуть покращені, то контракт підписаний не буде. Непідписання контракту мало би для фірми Brewster катастрофічні наслідки, томі літак був доставлений на авіабазу Ленглі, де був продутий в аеродинамічна трубі (це перший випадок в США, коли в аеродинамічній трубі продвався готовий літак). За результатами продувки в конструкцію було внесено ряд змін, після чого літак розвинув швидкість 487 км/г, що повністю задовольнило флот. До того ж літак основного конкурента, фірми Grumman розбився під час випробувань. Тому 11 червня 1938 року флот уклав з фірмою Brewster контракт на виготовлення 54 літаків, які отримали позначення F2A-1.
44 літаки були поставлені ВПС Фінляндії. Цей варіант отримав позначення B-239.
Наступна модель, яка мала позначення F2A-2 у США та B-339 в експортному варіанті, мала двигун Wright R-1820-40 Cyclone потужністю 1200 к.с. та інший гвинт. Випробування розпочались у 1939 році, а у 1940 літак почав поставлятись замовникам.
ВПС Великої Британії замовили 170 літаків, які мали інший двигун та гвинт. На літаку був встановлений коліматорний приціл, гальмівний гак був відсутній. Літак отримав позначення B-339E у США та Buffalo Mk.I у Британії.
У 1940 році Голландська Ост-Індія замовила 72 літаки, які отримали позначення B-339D. Ця модель мала дещо інше бортове обладнання, телескопічний приціл, заднє колесо не складалось.
Остання модель F2A-2 (B-439) мала більший паливний бак, посилене бронювання та куленепробивне лобове скло.

## Тактико-технічні характеристики (F2A-3)

### Технічні характеристики
- Екіпаж: 1 чоловік
- Довжина: 8,03 м
- Висота: 3,66 м
- Розмах крил: 10,67 м
- Площа крил: 19,40 м²
- Маса порожнього: 2 146 кг
- Максимальна маса зльоту: 3 247 кг
- Двигун:  Wright R-1820-40 Cyclone
- Потужність: 1 200 к. с.

### Льотні характеристики
- Максимальна швидкість: 517 км/г
- Крейсерська швидкість: 259 км/г
- Практична дальність: 1 553 км
- Практична стеля: 10 120 м

### Озброєння
- Кулеметне:
  - 2 х 12,7  кулемети Browning M2 в носовій частині
  - 2 х 12,7  кулемети Browning M2 в крилах

## Варіанти

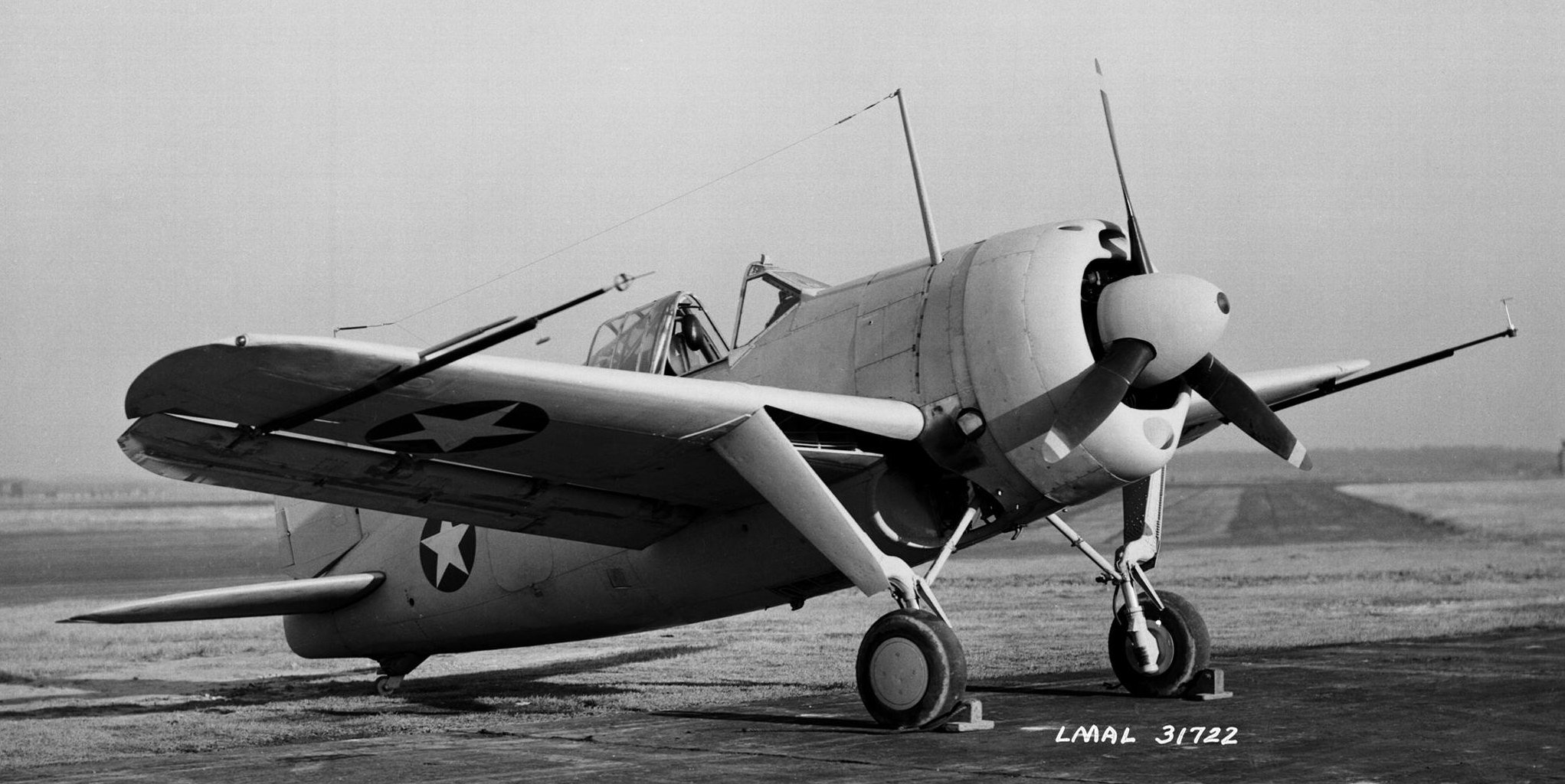
Brewster Buffalo F2A-2

- XF2A-1 — прототип
- F2A-1 — перший серійний варіант з двигуном Wright R-1820-34 Cyclone та 2 кулеметами; на озброєння США (11 екз.)
- B-239 — експортний варіант F2A-1 для ВПС Фінляндії з двигуном Wright R-1820-G5 Cyclone та 4 кулеметами (44 екз.)
- B-339B — експортний варіант F2A-1 для Бельгії (40 екз, лише 1 поставлений в Бельгію, решта надійшли у ВПС флоту Британії)
- B-339C — експортний варіант F2A-1 для Голландської Ост-Індії з двигуном Wright GR-1820-G-105 Cyclone (24 екз.)
- F2A-2 — другий серійний варіант з двигуном Wright R-1820-40 Cyclone та 4 кулеметами (43 екз.)
- B-339E — експортний варіант F2A-2 для ВПС Великої Британії з двигуном Wright GR-1820-G-105 Cyclone (170 екз., використовувались також ВПС Австралії та Нової Зеландії)
- F2A-3 — третій серійний варіант (108 екз.)
- XF2A-4 — переобладнаний F2A-3, оснащений герметичною кабіною (1 екз).
- B-339-23 (B-439) — експортний варіант F2A-3 для Голландської Ост-Індії (20 екз.)

## Історія використання

### США
11 літаків F2A-1 з першої партії несли службу у складі ескадрильї VF-3 на авіаносці «Саратога». Літаки F2A-2 несли службу у складі винищувальних ескадрилей VF-3 і VF-2 на авіаносцях «Саратога» та «Лексінтгон». Навесні 1941 року їх замінили на новіші F4F Wildcat, а F2A перевели на берегові бази.
До 10 літаків несли службу у складі розвідувальної ескадрильї VS-201, яка діяла з ескортних авіаносців «Лонг-Айленд» та «Кард» в Атлантичному океані та Карибському морі. Ця ескадрилья знайшла 8 і пошкодила 1 німецький підводний човен.
Літаки F2A-3 несли службу у складі ескадрилей VMF-211 та VMF-221 Корпусу морської піхоти США. Єдина їх участь у бойових діях відбулась під час битви за Мідвей. На атолі Мідвей базувались 20 літаків F2A-2 та 3 літаки F2A-3. 13 з них були збиті японцями, ще 6 були знищені на землі. Пілоти F2A збили 5 японських літаків.
Такі великі втрати пояснюються моральною застарілістю літака, а також невисоким рівнем підготовки американських льотчиків на 1942 рік.

### Фінляндія
У 1940 році США поставили Фінляндії, яка в той час вела війну з СРСР, 44 літаки В-239, які діяли у складі групи Lentolaivue 24. У Фінляндії літаки модернізували, замінивши кулемети «Browning M2» на фінський аналог «LKK/42» того самого калібру, але із значно більшим боєзапасом та скорострільністю, які мали прекрасну балістику та купчастість стрільби. Лише 6 літаків встигли взяти участь в «Зимовій війні», під час якої збили 17 радянських літаків, не втративши жодного свого.
Решта літаків взяли участь у війні продовження. Вони в основному залучались до протидії радянській авіації. На супровід власних бомбардувальників їх залучали украй рідко. Вони на рівних бились не лише із застарілими І-15, І-153 та І-16, але й з новими ЛаГГ-3, МіГ-3 та Hawker Hurricane. До травня 1944 року пілоти F2A записали на свій рахунок 459 перемог, втративши 21 літак, в тому числі 15 у повітряних боях.
У травні 1944 року вцілілі машини були передані групі Lentolaivue 26, яка здобула ще 23 перемоги. Останнім літаком, збитим фінськими  літаком F2A, був Junkers Ju 88. Він був збитий у січні 1945 року під час Лапландської війни, коли Фінляндія воювала проти Німеччини.
Таким чином, літаки F2A у складі фінських ВПС досягнули найкращого співвідношення перемог та втрат серед усіх літаків американського виробництва на всіх ТВД.
Оскільки Фінляндія в цей час воювала у складі коаліції країн Осі, США припинили постачання запасних частин до літаків F2A. Проте ці літаки були надзвичайно ремонтопридатними. Часто на них ставили трофейні радянські двигуни М-25, М-62 або М-63. Ці літаки літали до кінця війни. Незабаром після закінчення війни вони були зняті з озброєння.

### Бельгія
Бельгія замовила 40 машин B-339B, але до моменту капітуляції отримала тільки 1 літак (деякі джерела вказують 2 літаки). Решта були передані ВПС Великої Британії.

### Велика Британія

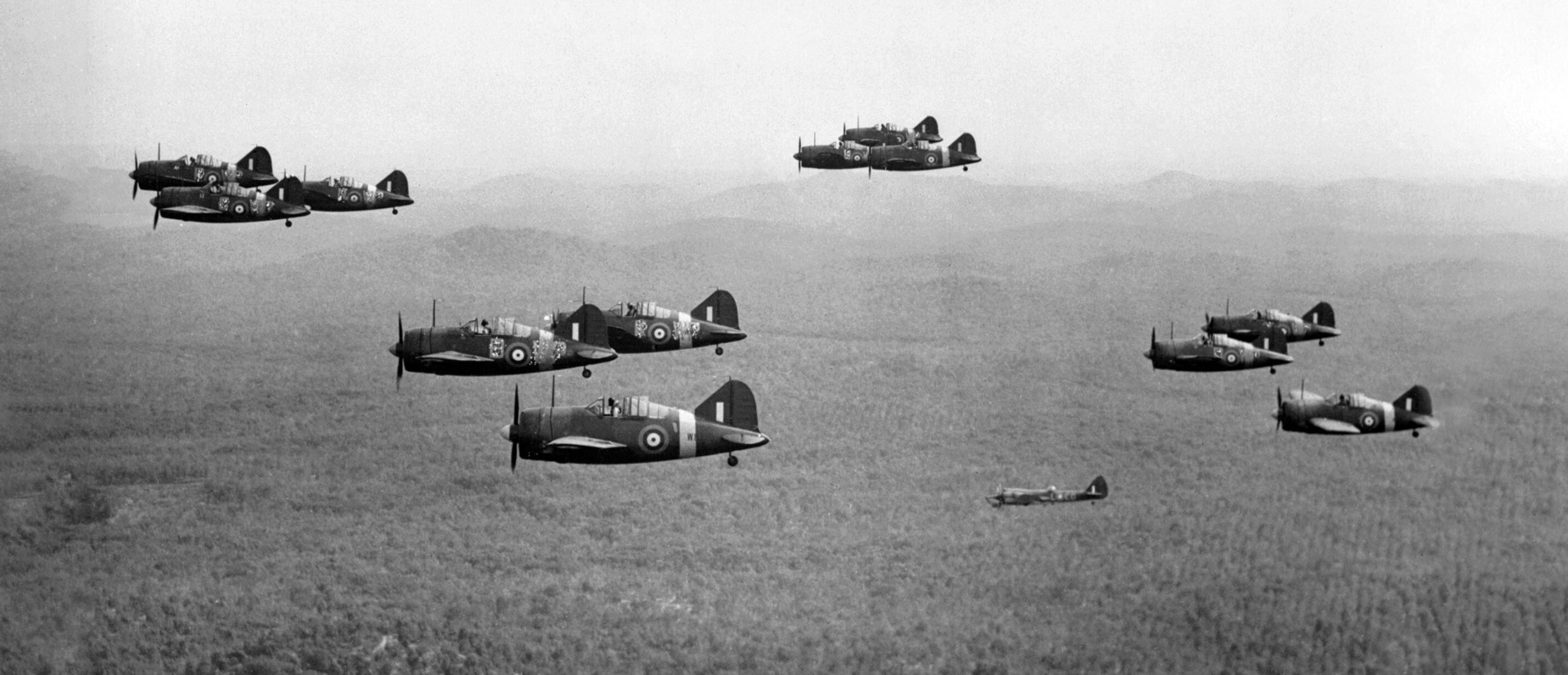
«Buffalo» Mk.1 в небі над Малайєю, 1941 рік

Велика Британія замовила 170 літаків B-339E. Разом з 38 літаками B-339B, які були призначені для Бельгії, їх протягом короткого часу пробували використовувати в системі ППО метрополії. Але оскільки двигун літака без турбокмопресора втрачав потужність на висоті 4-5 км, то літаки переправили на Крит, а потім на Далекий Схід - Бірму, Малайю, Сінгапур.
На момент початку війни на Тихому Океані нами було озброєно 5 ескадрилей, в тому числі 2 австралійські та 1 новозеландська.
За короткий час, поки японці захопили Малайю та Сінгапур, у повітрі та на землі було втрачено 158 літаків. При цьому англійські льотчики збили лише близько 40 японських літаків. Це пояснюється як застарілістю літака, так і невисоким рівнем підготовки пілотів. Проте досвідчені пілоти досить успішно воювали на F2A.

### Голландська Ост-Індія
У вересні-жовтні 1941 року в Голландську Ост-Індію надійшло 72 літаки B-339C та B-339D. Вони брали участь в обороні Сінгапуру та Борнео. У лютому 1942 року вони були зосереджені у західній частині острова Ява. Останній бій з їх участю зафіксований 7 березня 1942 року.
Загалом ВПС Голландської Ост-Індії втратили 30 літаків F2A у повітряних боях (збивши 55 японських літаків), 15 літаків на землі, та невелику кількість у льотних аваріях. Декілька літаків було захоплено японцями, але вони використовували їх лише для випробувань.

## Аси, що воювали на F2A Buffalo
У складі фінських ВПС 36 льотчиків, що воювали на F2A, стали асами. Найбільше перемог здобули став Ханс Вінд (фін. Hans Wind) (39 перемог), Ейно Ілмарі Юутілайнен (34 перемоги) та Йорма 
Кархунен (фін. Jorma Karhunen) (25.5 перемог).
З нефінських льотчиків, що воювали на F2A, асами стали Джефрі Фіскен (англ. Geoffrey Fisken) (6 перемог), Дуг Вандерфілд (англ. Doug Vanderfield) (5 індивідуальних перемог та одна групова), Альф Клейр (англ. Alf Clare) та Моріс Холдер (англ. Maurice Holder) (по 5 перемог).

## Вцілілі екземпляри

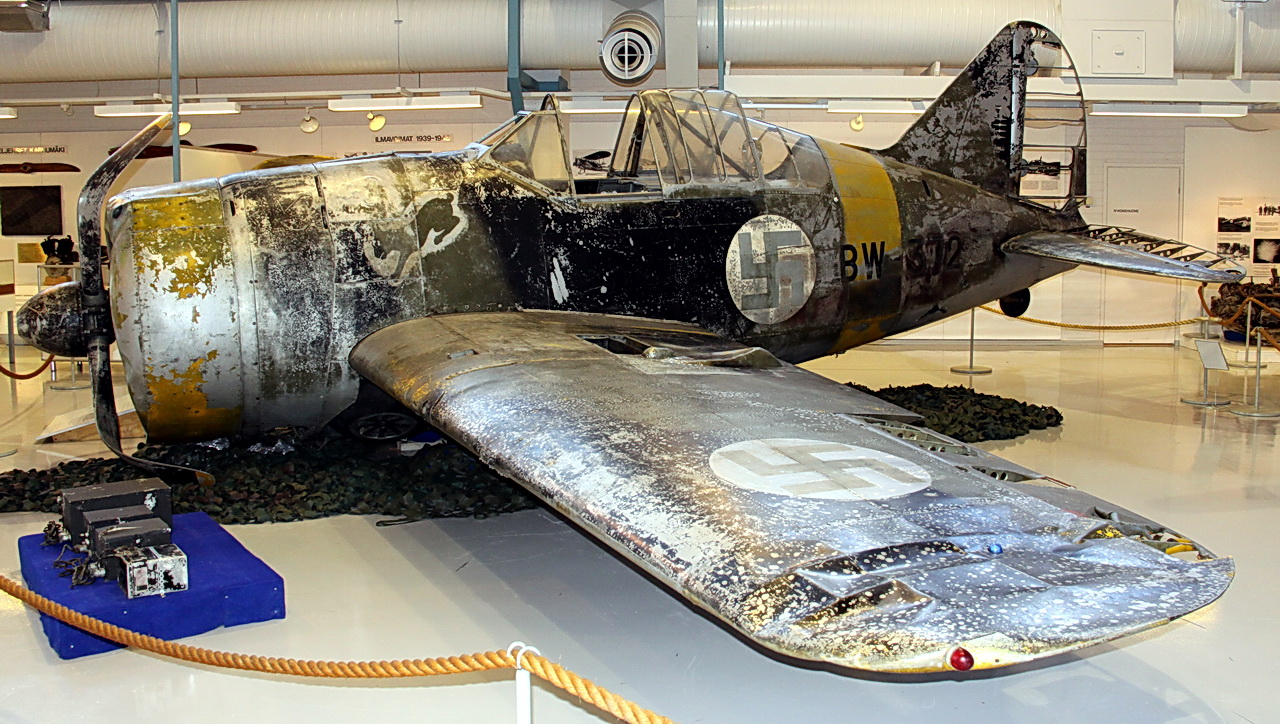
Brewster B-239 (BW-372) у Фінському музеї повітряних сил

На даний момент зберігся лише один екземпляр літака F2A Buffalo з бортовим номером BW-372, на якому літав фінський ас Лаурі Пекурі (фін. Lauri Pekuri). Він був знайдений у 1998 році в озері Велике Калеярві поблизу міста Сегежа в Росії. У 2004 році він був проданий у США. У 2008 році, на честь 90-річчя фінської авіації, літак був відправлений у Фінляндію, де й перебуває у Фінському музеї повітряних сил (фін. Suomen Ilmavoimamuseo).
У червні 2012 року рештки літака F2A були знайдені дайверами поблизу атолу Мідвей. Поки що не вирішено, чи піднімати рештки на поверхню.